# Uhta
Uhta (în rusă Ухта, în komi, Уква, transliterat Ukva) este un oraș din Republica Komi, Federația Rusă și are o populație de 103.340 locuitori.

## Personalități
- Roman Abramovici, om de afaceri rus, a studiat în Uhta.